# Albert William Sherer Jr.
Albert William Sherer Jr., né le 19 janvier 1916 et mort 27 décembre 1986, était un diplomate américain.

## Biographie et études
En 1938, il obtient un BA de l'Université de Yale et un LL. B. en 1941 de l'Université de Harvard.

## Service militaire
Albert William a servi dans l'US Army Air Force de 1941 à 1945.

## Diplomate
De 1946 à 1949 sous le département d'État américain, Sherer était un agent commercial à Tanger, au Maroc et il a été temporairement affecté à Casablanca, au Maroc, en tant qu'officier consulaire et juridique de 1947 à 1948. Après cela, de 1949 à 1951, il a été responsable politique à Budapest, en Hongrie.
De 1951 à 1955, Sherer était l'officier de bureau roumain au Bureau des affaires d'Europe de l'Est au Département d'État. Il a été officier politique à Prague, puis en Tchécoslovaquie, de 1955 à 1957 et officier chargé des affaires polonaises, baltes et tchèques au bureau des affaires de l'Europe de l'Est de 1957 à 1960.
De 1960 à 1961, il a participé au Séminaire Bowie pour les affaires internationales à l'Université de Harvard. Il a été chef de mission adjoint à Varsovie, en Pologne, de 1961 à 1966, et nommé ambassadeur au Togo de 1967 à 1970. En 1968 et 1969, il a également été accrédité comme ambassadeur en Guinée équatoriale. Sherer a également été ambassadeur en Guinée de 1970 à 1972, ambassadeur en Tchécoslovaquie de 1972 à 1975 et chef de la délégation américaine auprès de la CSCE de 1974 et 1975.
Après le mandat d'ambassadeur, de 1975 à 1977, Sherer a été représentant adjoint des États-Unis dans le Conseil de sécurité des Nations unies. En 1975, il a été représentant suppléant des États-Unis à la septième session extraordinaire et à la trentième session de l'Assemblée générale des Nations Unies, et en 1976, il a été représentant suppléant des États-Unis à la trente unième session de l'Assemblée générale. En 1977, il était chef de la délégation américaine à la réunion préparatoire à Belgrade, en Serbie, de la CSCE.

## Vie privée
Albert William a sa fille Susan Sherer mariée au journaliste Peter Osnos (en) et son petit-fils est le journaliste Evan Osnos (en).